# Чак, Йожеф
Йожеф Чак (венг. József Csák; род. 10 ноября 1966, Будапешт) — венгерский дзюдоист, чемпион и призёр чемпионатов Венгрии и Европы, участник четырёх Олимпиад.

## Карьера
Выступал в суперлёгкой (до 60 кг) и полулёгкой (до 65-66 кг) весовых категориях. Чемпион (1990, 1992—1995, 1998) и бронзовый призёр (1984, 1987, 1988, 1991, 1997) чемпионатов Венгрии. Чемпион мира среди студентов 1994 года. Чемпион (1986), серебряный (1991, 2000) и бронзовый (1989) призёр чемпионатов Европы.
На летних Олимпийских играх 1988 года в Сеуле Чак выступал в суперлёгкой категории и занял 12-е место. На трёх более поздних Олимпиадах венгр выступал в полулёгкой категории. На Олимпиаде 1992 года в Барселоне венгр завоевал серебряную награду.
На следующей Олимпиаде в Атланте Чак победил индуса Наджиба Агу, южноафриканца Дункана Маккиннона, бразильца Энрике Гуимараеса, и проиграл японцу Юкимаса Накамуре. В схватке за бронзу венгр уступил кубинцу Исраэлю Эрнандесу и занял 5-е место.
На Олимпиаде 2000 года в Сиднее венгр в первой же схватке уступил болгарину Георгию Георгиеву и остался без наград этой Олимпиады.